# でん一徳
でん 一徳（でん いっとく、1972年11月30日 - 2020年11月26日）は、日本の俳優・歌手。

## 来歴
滋賀県長浜市出身。大阪教育大学を卒業後、京都で会社員をするかたわら、2016年頃から学生映画を中心に活動を開始。本人の意思でフリーランスの俳優として、映画のほか、テレビドラマ、CMにも出演した。俳優活動の初期は、北大路主水之介を名乗った。音楽活動時の名前は敬愛する岡村靖幸にちなみ、妄想靖幸名義で活動。雑誌テレビブロス主催の東京でのライブや、地元京都で開催された岡村靖幸ナイトなどでステージにも立った。YouTubeには多数の歌唱動画があり、物真似にとどまらず「もし岡村靖幸が○○を唄ったら」などのオリジナル要素を加味した動画は、今なおコアな人気を保っている。ブログ。 2020年11月、病気により死亡。享年48歳。

## 出演

### 一般映画（劇場公開された作品名と役柄）
- ファミリー☆ウォーズ（+DVD化/レンタル/配信）　 宗教サークルの一員
- クレイジーアイランド（MOOSIC LAB2018で公開/一般公開)　島の漁師
- 吉本地域映画　POST入ル（沖縄映画祭/京都映画祭等で上映）　慶太の父親
- MISS OSAKA（デンマークと日本の合同制作）　キャバレーの客
- ハングマンズノット（カナザワ映画祭で上映/DVD/レンタル/配信）　亡くなる生徒の父親
- スロータージャップ（ゆうばり映画祭で上映）　サークル"どれみ"の会長
- 修羅ランド（実はヤクザ）

### 学生映画
大阪芸術大学
- よるのたか(引っ掛けられるリーマン)
- 僕らを繋ぐもの(結婚式の親族)
- サンパチ(お笑いライブの客)
- びっぐすり～(出身校の先生)
- あふれる光(大学教授)
- ドブ川番外地(死んだ仲間を弔い祭)
- 俺たちライターズ､はい(通りすがりのサラリーマン)
- BAD TRIP(木村家の死んだ父)
- ブルーシートの波(絡む酔っ払い)
- /B/B(オタク)
- Go to the past(音楽プロデューサー)
- MOONNIGHT(喫茶店の客)

立命館大学
- あの、子(先生)
- 白波(漁師)
- 近くて､遠い(飲み屋の上司)
- 紫色の青春(GREENS)
- 万引きを追う店員
- 不揃いな爪(再婚相手)
- あなたの拠り所(先生)
- ピンキッシュパンキッシュ(図書館館長&映画館のオカマ)
- MAGICIAN(葬儀の参列者)
- 22歳の叫び(珍獣ダンス)
- 同業者(担任の先生)

京都芸術大学
- FUGA(逃げる人&教授&声援を送る人々)
- 外/に夢見て(通行人)
- ロストベイベーロスト(刑事)
- 芸大あるあるMV(電車の乗客サラリーマン)
- オーファンズ・ブルース(鶴橋の通行人)
- リベンジ!(通行人)
- ROLLEI(教授)

神戸芸術工科大学
- 祭りのあと(居酒屋のサラリーマン)
- シンチレーション(スーパーの店長)
- 僕が見た世界(妖しい会の客)
- LUNA(バスの中の客)

大阪大学
- あお(主人公たちを襲う街の人々)

同志社大学
- FBI トータス､泳ぐ｡(常連客)

### プロモーション動画（MV）
- ムノーノ=モーゼス｢オールナイト｣ 公園の中年リーマン